# Shane Howarth
Pour les articles homonymes, voir Howarth.
Pas d'image ? Cliquez ici

a Compétitions nationales et continentales officielles uniquement.

b Matchs officiels uniquement.
Dernière mise à jour le 23 juin 2011.
 Shane Paul Howarth est né le 8 juillet 1968 à Auckland. Il a fait ses études secondaires à St Peter's College (Auckland). C’est un ancien joueur de rugby à XV, qui a joué avec l'équipe de Nouvelle-Zélande et avec l'équipe du Pays de Galles au poste d'arrière (1,72 m pour 82 kg). 

## Carrière

### En clubs et province
- Clubs
  - Auckland Blues  Nouvelle-Zélande
  - 1997-1998 : Sale Sharks  Angleterre
  - 1999-2003 : Newport RFC  Pays de Galles

- Province
  - 1992-1995 : Auckland  Nouvelle-Zélande

Il a joué brièvement au rugby à XIII en Australie avec North Queensland avant de rejouer au rugby à XV en 1997 en Nouvelle-Zélande avec les Blues, et en Grande Bretagne.
Entre 1997 et 2003 il a disputé 28 matchs de compétitions européennes, dont 17 matchs de coupe d'Europe.

### En équipes nationales
- Māori de Nouvelle-Zélande
- Nouvelle-Zélande
- Pays de Galles

Howarth est un cas très particulier car il a joué successivement avec les Māori de Nouvelle-Zélande, les All-Blacks et l’équipe du Pays de Galles. Son cas avait provoqué un scandale car il avait joué plusieurs années avec le Pays de Galles en affirmant avoir des grands parents gallois. Une enquête faite en 2000 a révélé que c’était faux et qu’il n’aurait jamais dû faire partie de l’équipe du Pays de Galles qui a disputé la coupe du monde de rugby 1999. Il était titulaire pendant cette coupe du monde et avait pris une part active dans la qualification des gallois en quart de finale. La fédération galloise s’était excusée et avait dû payer une forte amende (Brett Sinkinson était aussi dans le même cas).
Il a disputé son premier test match avec les All-Blacks le 9 juillet 1994, contre l'équipe d'Afrique du Sud, et son dernier test match pour les Blacks le 17 août 1994 contre l'équipe d'Australie.
Howarth a disputé son premier test match pour le Pays de Galles le 14 novembre 1998, contre l'équipe d'Afrique du Sud, et son dernier test match le 4 mars 2000 contre l'équipe d'Angleterre.
Il a participé à la 1999 avec l’équipe du Pays de Galles.

## Palmarès

### Club et province
- 62 matchs avec Auckland
- 3 matchs de Super 12 avec les Blues

### Équipes nationales
- Matchs avec les Māori de Nouvelle-Zélande : 3
- Sélections avec les All-Blacks : 4
- Sélections avec le Pays de Galles : 19

- Tournois des cinq/six nations disputés : 1999, 2000